# Propostas de cruzadores de batalha da França
A Marinha Nacional Francesa considerou várias propostas de cruzadores de batalha nos anos que antecederam o início da Primeira Guerra Mundial em 1914. Ela emitiu especificações para um projeto que faria parte de um plano de vinte navios capitais que seriam construídos até 1920. Três projetos foram finalizados em 1913, um de P. Gille e dois do tenente Durand-Viel. Os três eram similares a projetos contemporâneos de couraçados, especificamente a Classe Normandie, que seria a primeira armada com torres de artilharia quádruplas, algo adotado pelas propostas. Os dois primeiros projetos teriam os mesmos canhões principais de 340 milímetros usados nos couraçados franceses, mas a última propôs a adoção de canhões mais poderosos de 370 milímetros. A Marinha Nacional não autorizou ou iniciou a construção de cruzador de batalha algum antes da guerra começar.

## Antecedentes
A Lei Naval de 30 de março de 1912 ditava que a Marinha Nacional Francesa deveria ter uma força de vinte navios capitais até 1920. A Seção Técnica depois disso emitiu um conjunto um tanto vago de requerimentos para projetos de cruzadores de batalha. Estes estipulavam deslocamento de 28 mil toneladas, velocidade de 27 nós (cinquenta quilômetros por hora), armamento principal de oito canhões de 340 milímetros e tripulação de não mais de 1,2 mil oficiais e marinheiros. Estas especificações eram similares aos cruzadores de batalha da Classe Lion da Marinha Real Britânica, então em construção. Várias propostas foram apresentadas, mas apenas duas foram avaliadas mais profundamente. A primeira tinha sido preparada por P. Gille, um engenheiro naval supervisionando a construção do couraçado Flandre da Classe Normandie, e a segunda pelo tenente Durand-Viel, um aluno da Escola Naval. Estas propostas eram apenas estudos de projeto e nenhuma foi autorizada para construção antes do início da Primeira Guerra Mundial em 1914. A guerra também fez com que até mesmo projetos mais avançados, como a Classe Normandie e a Classe Lyon, fossem canceladas à medida que recursos foram sendo desviados para projetos mais urgentes.

## Projeto de Gille
Gille foi para o Reino Unido em 1911 para observar a construção dos novos couraçados da Classe Orion e cruzadores de batalha da Classe Lion. Estes convenceram Gille de que a Marinha Nacional precisava construir cruzadores de batalha também, pois Reino Unido e Alemanha tinham começado a adquiri-los e eles se mostrariam úteis como uma divisão rápida na frota francesa. Ele decidiu que sua proposta deveria ter uma velocidade de 28 a 29 nós (52 a 54 quilômetros por hora) para ter uma vantagem sobre couraçados estrangeiros, cuja velocidade foi estimada em 22 a 23 nós (41 a 43 quilômetros por hora). Também precisariam ter uma bateria principal poderosa e blindagem suficiente para lutar na linha de batalha. Entretanto, as limitações de peso impostas restringiam a quantidade de blindagem, assim a prática francesa de blindar toda a lateral dos navios seria impossível.

### Características
O projeto de Gille teria um deslocamento carregado de 28 247 toneladas em um casco de 205 metros de comprimento entre perpendiculares, uma boca de 27 metros e um calado médio de 9,03 metros. A borda livre seria de 7,15 metros à vante e 4,65 metros à ré. As linhas do casco mostraram-se muito eficientes em testes realizados em tanques d'água durante o processo de projeto. O casco precisaria ser fortalecido para lidar com o estresse dos pesos das torres de artilharia na proa e na popa. Reforços longitudinais seriam incorporados e as partes internas e externas do casco teriam uma espessura maior a fim de fortalecerem os reforços. A altura metacêntrica seria de 1,03 metro, comparável à Classe Lion. Cada embarcação teria uma tripulação de 41 oficiais e 1 258 marinheiros.
O sistema de propulsão seria composto por 52 caldeiras Belleville a carvão que alimentariam quatro conjuntos de turbinas a vapor com uma potência indicada de 81,6 mil cavalos-vapor (sessenta mil quilowatts). Cada eixo de hélice ficaria conectado a uma turbina de alta pressão, uma turbina engrenada de média pressão e uma turbina de baixa pressão para navegar para frente, enquanto uma turbina direta seria usada para navegar de ré. A velocidade máxima seria de 28 nós. Cada navio teria um carregamento de 2 833 toneladas de carvão e 630 toneladas de óleo combustível para ser borrifado por cima do carvão. A autonomia seria de 1 660 milhas náuticas (3 070 quilômetros) em velocidade máxima, 4 240 milhas náuticas (7 850 quilômetros) a vinte nós (37 quilômetros por hora) ou 6,3 mil milhas náuticas (11,7 mil quilômetros) a quinze nós (28 quilômetros por hora).
O armamento principal seria de doze canhões Modelo 1912 calibre 45 de 340 milímetros montados em três torres de artilharia quádruplas, o mesmo da Classe Normandie. Uma torre ficaria à vante e as outras duas à ré, com uma sobreposta à outra. Os canhões teriam um alcance máximo de dezesseis quilômetros e uma cadência de tiro de dois disparos por minuto. Disparariam projéteis perfurantes de 540 quilogramas com uma velocidade de saída de oitocentos metros por segundo. O armamento secundário para defesa contra barcos torpedeiros seria de 24 canhões Modelo 1910 calibre 55 de 138,6 milímetros montados em casamatas. Disparariam projéteis de 36,5 quilogramas a uma velocidade de saída de 830 metros por segundo. Por fim, seis tubos de torpedo de tamanho não determinado ficariam submersos no casco.
A blindagem do cinturão principal e torres de artilharia teria 270 milímetros de espessura. O convés blindado inferior teria vinte milímetros com placas de cinquenta milímetros nas laterais inclinadas. As casamatas seriam protegidas por 180 milímetros. Os navios também teriam sido equipados com anteparas antitorpedo de vinte milímetros.

## Projetos de Durand-Viel
A Escola Naval fez com que vários de seus alunos apresentassem em 1913 estudos de projeto para um navio capital. Os alunos receberam um deslocamento de 27,5 mil toneladas como limite; todos os oficiais optaram por projetar couraçados rápidos ou lentos, com exceção do tenente Durand-Viel, que escolheu criar o projeto de um cruzador de batalha. Ele preparou dois projetos que foram avaliados pelo Estado-Maior Geral em junho de 1914. Durand-Viel enxergava seus navios formando uma divisão rápida da frota de batalha capaz de dar a volta em uma esquadra inimiga. Assim como no projeto de Gille, um armamento e blindagem pesados eram exibidos para enfrentarem couraçados.

### Características do projeto "A"
O primeiro projeto, designado apenas como "A", teria um deslocamento de 27,5 mil toneladas. O casco teria 210 metros de comprimento da linha de flutuação com uma boca de 27 metros e um calado médio de 8,7 metros. O sistema de propulsão seria composto com 24 caldeiras Belleville mistas de carvão e óleo combustível que alimentariam quatro conjuntos de turbinas a vapor com uma potência indicada de 74,8 mil cavalos-vapor (55 mil quilowatts). A velocidade máxima seria de 27 nós (cinquenta quilômetros por hora). Os navios teriam um carregamento de 1 810 toneladas de carvão e 1 050 toneladas de óleo combustível, o que proporcionaria uma autonomia de 3,5 mil milhas náuticas (6,5 mil quilômetros) a dezesseis nós (trinta quilômetros por hora) com combustível extra suficiente para aproximadamente mais seis horas de velocidades de batalha.
O armamento principal dos cruzadores de batalha do projeto "A" seria composto por oito canhões Modelo 1912 calibre 45 de 340 milímetros montados em duas torres de artilharia quádruplas, também o mesmo armamento usado a Classe Normandie. As duas torres ficariam na linha central, uma na proa e outra na popa. A bateria secundária contra barcos torpedeiros teria 24 canhões Modelo 1910 calibre 55 de 138,6 milímetros montados em casamatas. Quatro canhões de saudação de 47 milímetros também seriam instalados. O armamento seria finalizado por quatro tubos de torpedo de 450 milímetros, todos submersos no casco. O cinturão principal de blindagem à meia-nau teria 280 milímetros de espessura, ligeiramente mais fino que o da Classe Normandie, enquanto o resto da blindagem também seria muito semelhante a esses couraçados.

### Características do projeto "B"
O segundo projeto de Durand-Viel, chamado de "B", teria o mesmo deslocamento do primeiro. O peso maior em decorrência da bateria principal mais poderosa seria compensado pela redução da proteção da blindagem e dos armamentos secundários, além de um desempenho melhor do sistema de propulsão. O casco teria 208 metros de comprimento da linha de flutuação com boca de 27 metros e calado médio de 8,7 metros. Dois sistemas de propulsão foram considerados: quatro turbinas a vapor diretas com potência indicada de 64 mil cavalos-vapor (47 mil quilowatts) ou quatro turbinas a vapor engrenadas com potência indicada de 81,6 mil cavalos-vapor (sessenta mil quilowatts). O vapor viria de dezoito caldeiras Belleville, dez dois quais queimariam tanto carvão quanto óleo combustível e as oito restantes apenas óleo. A velocidade máxima seria de 26 nós (48 quilômetros por hora) para a primeira variante e 27 nós para a segunda. Teriam o mesmo carregamento de combustível do primeiro projeto e também a mesma autonomia.
O armamento consistiria em oito canhões de 370 milímetros em duas torres de artilharia quádruplas, na proa e na popa. As armas disparariam projéteis de 880 quilogramas e seriam capazes de penetrar trezentos milímetros blindagem a uma distância de 12,7 quilômetros. A bateria secundária contra barcos torpedeiros seria de 28 canhões de 138,6 milímetros de um novo projeto semiautomático. Também teria quatro tubos de torpedo submersos de 450 milímetros. A blindagem seria igual ao primeiro projeto.